# Wiżajny (gromada)
Wiżajny – dawna gromada, czyli najmniejsza jednostka podziału terytorialnego Polskiej Rzeczypospolitej Ludowej w latach 1954–1972.
Gromady, z gromadzkimi radami narodowymi (GRN) jako organami władzy najniższego stopnia na wsi, funkcjonowały od reformy reorganizującej administrację wiejską przeprowadzonej jesienią 1954 do momentu ich zniesienia z dniem 1 stycznia 1973, tym samym wypierając organizację gminną w latach 1954–1972.
Gromadę Wiżajny z siedzibą GRN w Wiżajnach utworzono – jako jedną z 8759 gromad – w powiecie suwalskim w woj. białostockim, na mocy uchwały nr 23/V WRN w Białymstoku z dnia 4 października 1954. W skład jednostki weszły obszary dotychczasowych gromad Wiżajny, Boicie, Burniszki, Grzybina, Laskowskie, Stankuny, Rogożajny Małe, Wiłkupie i Wysokie ze zniesionej gminy Wiżajny oraz obszar dotychczasowej gromady Marianka i miejscowość Kamionka z dotychczasowej gromady Rowele ze zniesionej gminy Kadaryszki w tymże powiecie. Dla gromady ustalono 18 członków gromadzkiej rady narodowej.
1 stycznia 1958 do gromady Wiżajny przyłączono wieś Rogożajny Wielkie z gromady Okliny w tymże powiecie, a także wsie Sudawskie, Rozgólne, Skombobole, Makówszczyzna i Maszutkinie Górne oraz PGR Graużyny, kolonię Sudawskie, osadę Skombobole i obszar lasów państwowych N-ctwa Puńsk obejmujący oddziały 1—10 ze zniesionej gromady Maszutkinie tamże.
31 grudnia 1959 do gromady Wiżajny przyłączono wieś Maszutkinie Dolne z gromady Rutka-Tartak w tymże powiecie oraz wsie Okliny, Leszkiemie, Mauda, Rakówek, Sześciwłoki i Wizgóry, osadę Użmauda i jeziora Mauda i Siekierowo ze zniesionej gromady Okliny.
1 stycznia 1972 z gromady Wiżajny wyłączono wieś Rakówek o powierzchni 254,38 ha, w tym grunty PGR Skajzgiry o powierzchni 195,52 ha i grunty gospodarstw indywidualnych o powierzchni 58,86 ha, włączając je do je do gromady Żytkiejmy w powiecie gołdapskim.
Gromada przetrwała do końca 1972 roku, czyli do kolejnej reformy gminnej. Z dniem 1 stycznia 1973 roku reaktywowano gminę Wiżajny.